# Váthi (La Canée)
Váthi, en grec moderne : Βάθη, est un village du dème de Kissamos, dans le district régional de La Canée, de la Crète, en Grèce. Selon le recensement de 2011, la population de Váthi compte 44 habitants. Le village est situé à une altitude de 320 m et à une distance de 66 km de La Canée.

## Recensements de la population
| Recensements | 1900 | 1920 | 1928 | 1940 | 1951 | 1961 | 1971 | 1981 | 1991 | 2001 | 2011 |
| ------------ | ---- | ---- | ---- | ---- | ---- | ---- | ---- | ---- | ---- | ---- | ---- |
| Population   | 467  | 377  | 445  | 397  | 316  | 315  | 246  | 165  | -    | 83   | 44   |